# 磨豐果

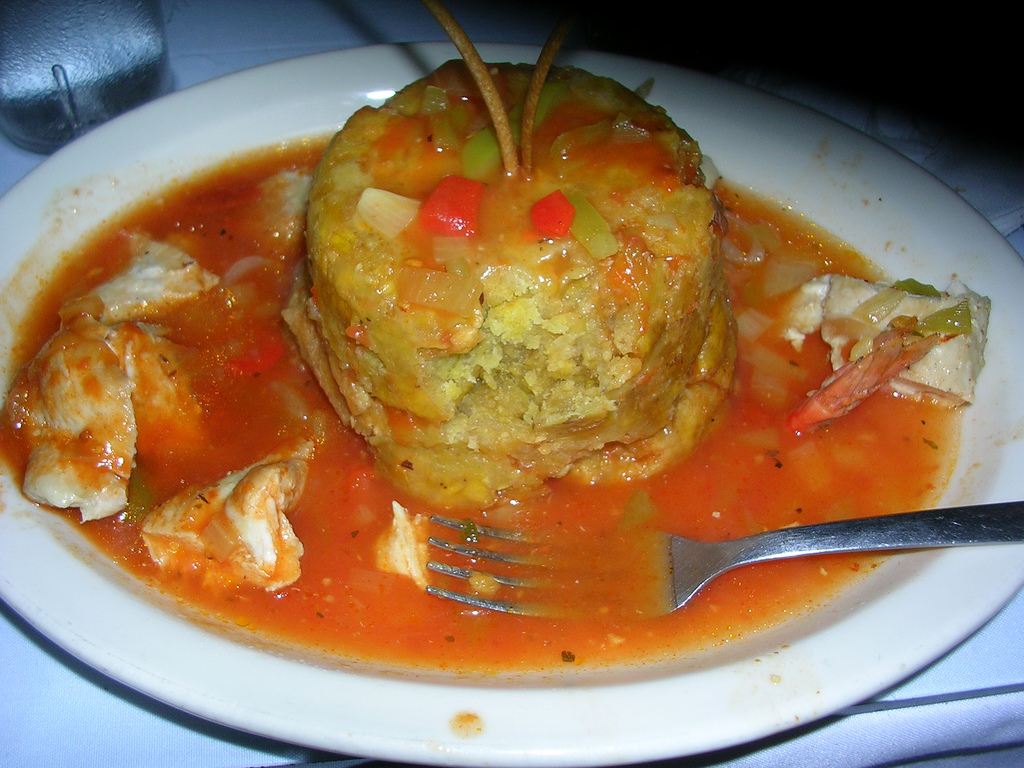
Mofongo

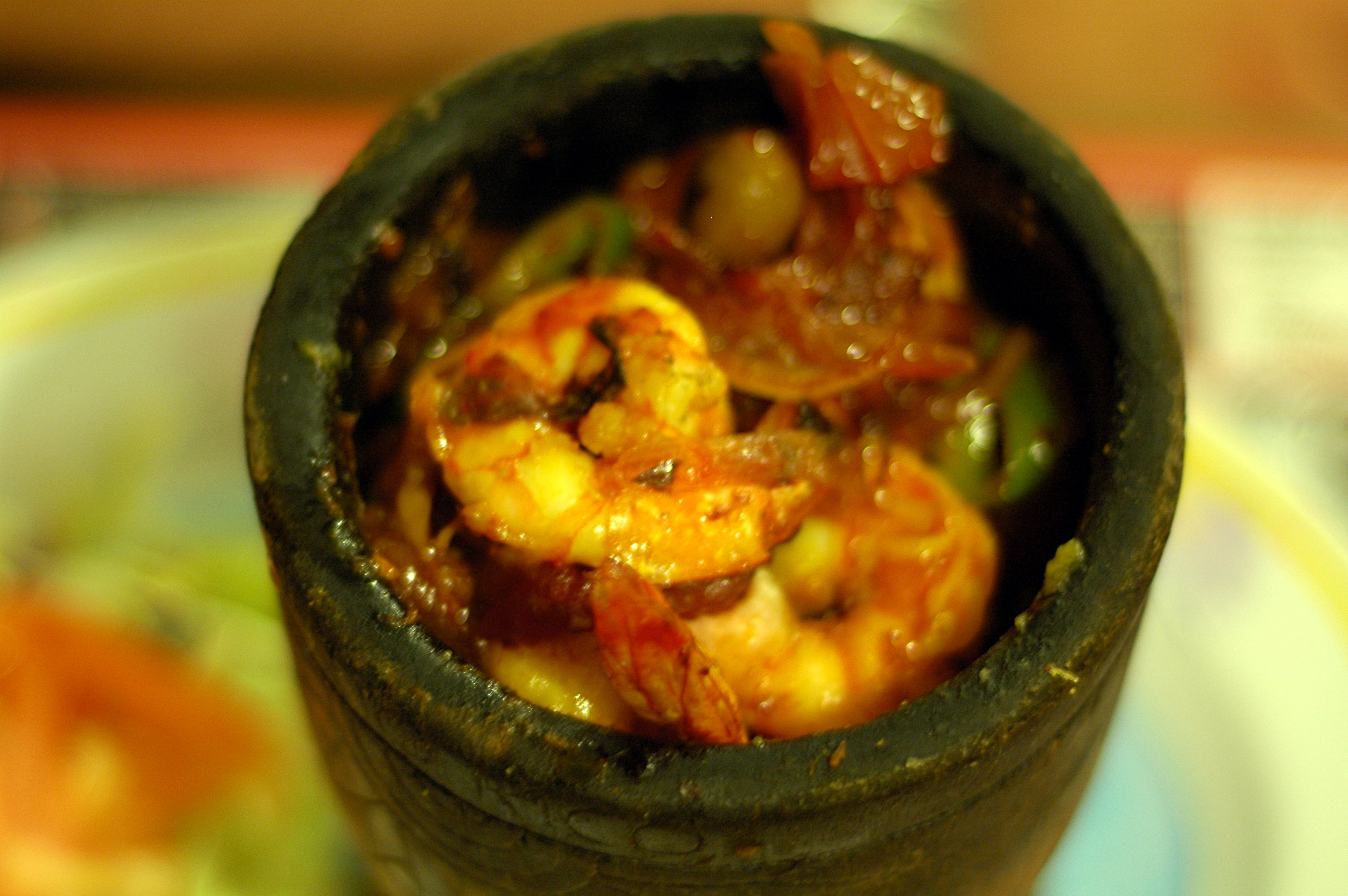
鑲入海鮮的Mofongo

磨豐果（Mofongo）是加勒比海地區的一種料理，主要盛行於波多黎各，被譽為波多黎各的國菜，鄰近的多明尼加共和國亦常見。磨豐果是拿烹飪用香蕉（大蕉）作成的主食。主要做法為將大蕉炸過後做成泥，並加上大蒜、橄欖油、調味料，中間則通常鑲入蔬菜及蝦、雞肉或其他肉類。除使用大蕉外，亦可以木薯、芋头作為主要材料，三种合在一起的則叫trifongo。